# Julian Zydorek
Julian Jerzy Zydorek (ur. 5 stycznia 1952 w Poznaniu, zm. 24 marca 2018 w Puszczykowie) – polski działacz opozycji demokratycznej w PRL, muzealnik.

## Życiorys
Syn Juliana i Heleny. W 1975 ukończył Technikum Łączności w Poznaniu. W 2003 ukończył studia licencjackie w Wyższej Szkole Nauk Humanistycznych i Dziennikarstwa w Poznaniu.
W latach 1971–1983 pracownik Wielkopolskich Zakładów Teleelektronicznych „Telkom-Teletra” im. Karola Świerczewskiego w Poznaniu.
Od września 1980 członek „Solidarności”, przewodniczący komitetu założycielskiego „S" w Telkom-Teletrze; członek prezydium MKZ „S" Wielkopolska, współzałożyciel Wielkopolskiego Komitetu Obrony Więzionych za Przekonania.
13 grudnia 1981 został internowany w Ośrodku Odosobnienia w Gębarzewie, a następnie osadzony w Ostrowie Wielkopolskim i Kwidzynie. 4 grudnia 1982 został zwolniony. W 1983 sygnatariusz listu do Sejmu PRL w sprawie uwolnienia więźniów politycznych. W następstwie swojej działalności opozycyjnej w formie represji został zwolniony z pracy w „Telkom-Teletrze”. Od 1983 drukarz, kolporter wydawnictw podziemnych i uczestnik demonstracji. W 1983–1984 wydawca podziemnego miesięcznika „Rezonans” i współtwórca wydawnictwa Awers. W kwietniu 1984 został aresztowany, w czerwcu tego samego roku zwolniony na mocy amnestii. W latach 1984–1989 był członkiem Międzyzakładowej Rady „S” w Poznaniu.
W 1989 przywrócony do pracy w „Telkom-Teletrze”. W latach 1991–1992 był pracownikiem poznańskiego oddziału Ośrodka Karta, a w latach 1992–1994 wicedyrektorem, a później dyrektorem Radia Obywatelskiego Poznań. W latach 1997–2002 był kierownikiem produkcji w TVP3 Poznań. W latach 2005–2008 pracował na stanowisku starszego dokumentalisty w Muzeum Powstania Poznańskiego – Czerwiec 1956. Współpracował z Oddziałowym Biurem Edukacji Instytutu Pamięci Narodowej w Poznaniu przy realizacji regionalnego projektu edukacyjnego dla licealistów w 30. rocznicę wprowadzenia stanu wojennego w 2011. W 2012 r. został laureatem nagrody honorowej „Świadek Historii” przyznanej przez Instytut Pamięci Narodowej.
Jego żoną była Ewa Zydorek. Został pochowany na Cmentarzu Junikowo w Poznaniu.

## Odznaczenia
- Krzyż Oficerski Orderu Odrodzenia Polski (2011)[4]
- Krzyż Wolności i Solidarności (2015)[5]